# Eustazio Romano
Eustazio Romano (in greco Εὐστάθιος Ῥωμαῖος?; 975 circa – 1034) è stato un giudice e giurista bizantino.

## Biografia
Eustazio seguì le orme del nonno, diventando giudice della corte imperiale. Nel corso della sua carriera, iniziata sotto l'imperatore Basilio II, passò da semplice giudice (litos krites) al grado di magistros e alla prestigiosa carica di droungarios tes viglas, essendo forse il primo detentore di questo titolo come presidente del tribunale dell'Ippodromo. Fu molto stimato sia in vita sia dagli studiosi di diritto successivi per la sua conoscenza e la sua abilità nel prendere decisioni. Eustazio scrisse diversi trattati giuridici, principalmente costituiti da dichiarazioni di verdetto, pareri di avvocati ecc. Un suo collega, tuttavia, selezionò alcune parti del suo lavoro e, ordinandole per argomento in 75 titoli, pubblicò un compendio noto come Peira ("esperienza"). Il Peira era inteso come un libro di testo. Contiene "in una progressione liberamente associata, precetti, definizioni e soluzioni a problemi di tutte le sfere del diritto civile e penale" (D. Simon), e il suo compilatore cercò di dedurre le regole generali che governavano le decisioni di Eustazio. Il Peira rimase un libro popolare fino al tardo periodo bizantino e fu spesso citato dai successivi studiosi di diritto bizantino.